# چیساتو یوکو
چیساتو یوکو (انگلیسی: Chisato Yokoo؛ زادهٔ ۲۲ مهٔ ۱۹۹۲) بازیکن راگبی ۷ نفره زن اهل ژاپن است.
وی در مسابقات کشوری و بین‌المللی در مجموع برندهٔ ۱ مدال نقره شده‌است.